# Радое Доманович
Радое Доманович (1873–1908) е сръбски сатирик, журналист и учител.

## Биография
Доманович е учителски син. Той прекарва детството си в едно шумадийско село (роден е на 4/16 февруари 1873 г. в село Овсище, Крагуевацки окръг). Завършва Висока школа в Белград. Политически активен, той се числи по времето на режима на Александър Обренович в редовете на най-свободномислещата политическа партия в Сърбия – независимата радикална партия. Поради това бива преследван, преместван като преподавател от едно място на друго, уволняван од държавна служба. 
От 1897 до1903 г., когато бе най-очебнийният период от диктатурата на последния Обренович, Доманович написа в „Звезда“, „Одйек“, „Дневни лист“ и „Сръбски книжевни гласник“ редица сатири, които според думите на Йован Скерлич бяха „цели политически събития“. По това време сатирите на Доманович се знаеха наизуст. Едно след друго, Доманович смъкваше със сатирите си лъжливия ореол от диктатурата на монархията, разкриваше нейните слабости и пороци. Той биеше най-много по пасивността пред тиранията, по филистерското нагаждане, по доброволното, резигнирано и малодушно покорство пред силата и насилието. 
Сатирата на Доманович бе органически споена с историческия период в Сърбия между 1897 и 1903 г. След преврата от 1903 г., когато династията на Обренович бе съборена от власт, сатирата на Доманович пресъхна. От гнева и протеста Доманович премина към сръднята. Той видя, че с преврата от 1903 г. строят в Сърбия не се промени из основи. Лъжата, фразьорството, демагогията, корупцията получиха нови форми при съществуващия строй. Огорчен, той се затвори в себе си и през последните години от живота си се проявяваше като нервен и сприхав публицистичен борец. 
Доманович в 1905 г. основа и редактираше вестник, на който даде името на най-популярната си сатира „Страдия“. В този вестник, той бе и собственик, и главен редактор, единствен сътрудник и коректор. Това свидетелствува за изолираното положение, в което се намираше след 1903 г., за неговото раздразнително психическо и нервно състояние, за твърдоглавия му и упорит индивидуализъм. Той умря на 4/17 август 1908 г. в Белград. 

## Разкази
- Вождът, 1901
- Закон за премахване на страстите, 1898
- Идеалист, 1899
- Клеймо, 1899
- Крали Марко за втори път между сърбите, 1901
- Мъртво море, 1902
- На кръстопът, 1899
- Не разбирам, 1898
- Размишленията на еден обикновен сърбски вол, 1902
- Страдия, 1902
- Сънят на един министър, 1902
- Театър в провинцията, 1898
- Чуден сън, 1902